# 黒木あおい
黒木 あおい（くろき あおい、1991年6月5日 - ）は、日本のAV女優。アトラクティブ所属。

## 人物
デビュー時の芸名夢野怜子（2011年 - 2012年）としてシネマユニット・ガスより専属デビューし半年後にDinoへ移籍し数ヶ月で業界を去る。その後、4年間引退期間を経て2017年3月にシネマユニットガス専属にて香澄レイとして復帰。専属契約終了に伴い2017年7月より黒木あおいとしてアトラクティブに所属。

## 作品（アダルトビデオ）

### 単体作品・共演作品
2012年
- Kカップのエロい女デビュー （6月16日、シネマユニットガス） ※「夢野怜子」名義
- 爆乳れいこ116K （7月21日、シネマユニットガス） ※「夢野怜子」名義
- 116Kボディコン爆乳とやる （8月18日、シネマユニットガス） ※「夢野怜子」名義
- 顔出しデビュー 爆乳のお姉さん （10月20日、シネマユニットガス） ※「夢野怜子」名義
- セカンドステージ 笑顔が可愛い116K （12月22日、シネマユニットガス） ※「夢野怜子」名義

2013年
- 電車で見かけたすごい膨らみ こだわりの着衣爆乳 （2月23日、シネマユニットガス） ※「夢野怜子」名義
- 行列のできるパイズリ屋さん 夢野怜子 しっかり搾りとってあげる（3月16日、シネマユニットガス） ※「夢野怜子」名義
- 近親相姦 爆乳筆おろし （4月11日、センタービレッジ）  ※「夢野怜子」名義
- Kカップ乳凌辱 （6月25日、ダスッ） ※「夢野怜子」名義

2017年
- GAS独占新人 Lカップ香澄レイデビュー （4月1日、シネマユニットガス） ※「香澄レイ」名義
- 黒木あおいの爆乳劇場 Lcup 123cm （12月1日、プラネットプラス）